# أندريا فيرو
أندريا فيرو (بالإيطالية: Andrea Ferro)‏ هو مغني إيطالي، ولد في 19 أغسطس 1973 في أرونا ، بيدمونت في إيطاليا.

## وصلات خارجية
- أندريا فيرو على موقع ميوزك برينز (الإنجليزية)
- أندريا فيرو على موقع أول ميوزيك (الإنجليزية)
- أندريا فيرو على موقع ديسكوغز (الإنجليزية)